# ファンタスティック・フォー (2015年の映画)
『ファンタスティック・フォー』（Fantastic Four）は、マーベル・コミックの同名のスーパーヒーローチームをベースにした、2015年のアメリカのスーパーヒーロー映画。映画「ファンタスティック・フォー」フランチャイズのリブート作品である。ジェレミー・スレーター、サイモン・キンバーグと共同で脚本を執筆したジョシュ・トランクが監督を務め、マイルズ・テラー、マイケル・B・ジョーダン、ケイト・マーラ、ジェイミー・ベル、トビー・ケベルらが出演している。 

## 概要
『ファンタスティック・フォー:銀河の危機』の興行成績が振るわなかったため、20世紀フォックスはフランチャイズのリブート計画を発表し、2009年に開発が開始された。2012年7月にトランクが監督に起用され、2014年1月に主要キャラクターのキャスティングが行われた。主要撮影は2014年5月4日よりルイジアナ州バトンルージュで開始され、2ヶ月間行われた。監督のオリジナル・カットに不満があったフォックスの幹部は、再撮影を義務付け、2015年1月に行われた。 
2015年8月4日にニューヨークのウィリアムズバーグ・シネマズでプレミア上映され、米国では8月7日に公開された。脚本、演出、ユーモアの欠如、ダークなトーン、テンポ、編集、ビジュアル、主要キャラクターのダイナミックさの欠如、原作への不忠実さなどが批判され、概ね否定的な評価を受けたが、キャストの演技やミュージカル・スコアについては賞賛の声もあった。製作費1億5,500万ドルに対し、全世界で1億6,800万ドルの興行収入を上げ、8,000万ドル以上の損失を出した。また、トランクは、スタジオの妨害を理由にして、最終的な作品への不満を口にした。 
第36回ゴールデンラズベリー賞では、「最低監督」「最低前日譚・リメイク・盗作・続編」「最低作品」の各部門で受賞し（後者は『フィフティ・シェイズ・オブ・グレイ』と同点）、「最低スクリーン・コンボ」「最低脚本」にもノミネートされた。 
2017年6月9日に続編の公開が予定されていたが、1作目の失敗を受けて中止された。また、2019年のディズニーによる21世紀フォックスの買収に伴い、映画化権がマーベル・スタジオに戻ったため、20世紀フォックスが配給した「ファンタスティック・フォー」の3作目にして最後の作品となった。

## キャスト
※括弧内は日本語吹替
- リード・リチャーズ / Mr.ファンタスティック - マイルズ・テラー（木村昴）
- ジョニー・ストーム / ヒューマン・トーチ - マイケル・B・ジョーダン（櫻井トオル）
- スーザン・ストーム / インビジブル・ウーマン（英語版） - ケイト・マーラ（堀北真希[4]）
- ベン・グリム / ザ・シング（英語版） - ジェイミー・ベル（遠藤純平 / ゴリ〈ガレッジセール〉[5]）
- ヴィクター・フォン・ドゥーム / Dr.ドゥーム - トビー・ケベル（阪口周平）
- フランクリン・ストーム博士 - レグ・E・キャシー（土師孝也）
- ハーヴェイ・アレン博士 - ティム・ブレイク・ネルソン（てらそままさき）

その他声の出演：佐々木睦、小形満、上田燿司、青山穣、中村章吾、宮本淳、北村謙次、岡井カツノリ、吉田麻実、品田美穂、佐野康之、御沓優子、髙梨愛、烏丸祐一、西田光貴、吉野真生、ラヴェルヌ知輝、森尾俐仁

## 製作

### 企画
2009年8月、20世紀フォックスは『ファンタスティック・フォー』の映画フランチャイズをリブートする計画を発表した。プロデューサーとしてアキヴァ・ゴールズマン、脚本家としてはマイケル・グリーンが雇われた。2012年7月、ジョシュ・トランクが監督、ジェレミー・スレーターが脚本家として雇われた。2013年2月、マシュー・ヴォーンがプロデューサーとして加わった。2013年6月、セス・グレアム＝スミスが脚本修正のために雇われた。コンサルタントのマーク・ミラーによると、本作は映画『X-メン』シリーズと世界設定を共有している。2013年10月、 サイモン・キンバーグが共同脚本家兼プロデューサーとして雇われた 。
2014年2月、マイケル・B・ジョーダンがジョニー・ストーム / ヒューマン・トーチを演じる予定であり、またケイト・マーラがスーザン・ストーム / インビジブル・ウーマン役にキャスティングされたことが明らかとなった。ジョーダンはトランクの前作で監督デビュー作である『クロニクル』にも出演していた。2014年3月、トビー・ケベルがヴィクター・フォン・ドゥーム / ドクター・ドゥーム役にキャスティングされ、マイルズ・テラーがリード・リチャーズ / ミスター・ファンタスティック役に検討されていることが明らかとなり、さらにジェイミー・ベルがベン・グリム / ザ・シング役に決定したことが報じられた。これ以前にはキット・ハリントンとジャック・オコンネルはリード・リチャーズ役として検討され、またシアーシャ・ローナンがスーザン・ストーム役の候補に挙がっていた。またサム・ライリー、エディ・レッドメイン、ドーナル・グリーソンがドクター・ドゥーム役に考慮されていた。
Nerdistによると、ドゥームボットが登場する。4月末、キンバーグは本作が「前2作よりも現実的」であると説明し、1作目でやったよりも「若い」物語であると述べた。同月末までにティム・ブレイク・ネルソンがハーヴェイ・エルダー役の最終交渉に入った。2014年5月、レグ・E・キャシーがスーザンとジョニーの父であるフランクリン・ストーム役にキャスティングされた。

### 撮影
撮影は2014年5月5日にルイジアナ州バトンルージュのケルト・メディア・センターで開始された。

## 封切り
日本では2015年10月9日に639スクリーンで公開され、公開初週土日2日間の全国映画動員ランキング（興行通信社調べ）で初登場6位、動員7万761人、興収9,395万7,600円を記録した。

## 評価
本作は批評家より酷評されている、2016年3月4日の時点でRotten Tomatoesでは208のレビュー中9%の支持となっており、平均点は10点満点で3.4点となった。「物質転送装置の開発に重きを置き過ぎて、アクションシーンがほとんど無い」ことが最も大きな批判を呼ぶこととなった。
本作は、第36回ゴールデンラズベリー賞で最低作品賞と最低リメイク、パクリ、続編映画賞を受賞した。

## 続編
2017年7月14日に続編が公開予定であったがのちに製作中止された。